# Uxue Alberdi
Uxue Alberdi Estibaritz (Elgoibar, 18 de març de 1984) és una escriptora i bertsolari basca, llicenciada en periodisme.

## Trajectòria
El 2003 va guanyar el Bertso Paper Lehiaketa Julene Azpeitia de Durango, després vindrien, el Premi Xenpelar el 2006, i el 2008, el premi Osinalde de joves bertsolaris.
Va estudiar periodisme al campus de Leioa.
El 2005, gràcies a la beca Igartza per a joves escriptors, va escriure el seu primer llibre: Aulki bat elurretan (2007). El 2007, gràcies també a una altra beca de creació, la Beca Joseba Jaka, va escriure el llibre Aulki jokoa (2009). El 2013 va publicar Euli-giro i el 2017, Jenisjoplin de la mà de l'editorial Susa.
D'altra banda, el 2010 es va endinsar en la literatura infantil publicant a l'editorial Ttarttalo el conte Ezin dut eta zer? El 2016 va guanyar el Premi Euskadi de literatura infantil i juvenil en basc amb Besarkada.
Imparteix tallers de literatura, escriu articles d'opinió i treballa també com a traductora i lletrista. Va posar en marxa la Bertso Eskola Feminista juntament amb Ainhoa Agirreazaldegi.

## Obres

### Narrativa
- Aulki bat elurretan (2007, Elkar).
- El juego de las sillas (Aulki-jokoa, 2009) (2012, Alberdania). Traductora, Miren Agur Meabe.
- Euli giro (2013, Susa)
- Jenisjoplin (2017, Susa)

### Assaig
- Kontrako eztarritik: emakume bertsolarien testigantzak (2019, Susa)

### Literatura infantil i juvenil
- Ezin dut eta zer?, (2011, Elkar)
- Marizikina naiz eta zer? (2012, Elkar)
- Zure denboraren truke (2013, Elkar)
- Txikitzen zaretenean (2013, Pamiela)
- Bi kobazulo (2015, Elkar)
- Besarkada (2015, Elkar)
- Poza (2018, Elkar)

## Premis literaris
- 2016 - Premi Euskadi per Besarkada.
- 2017- 111 Akademiaren per Jenisjoplin.[4]